# Једрење на Летњим олимпијским играма 2008.
Такмичње у једрењу је на Олимпијским играма одржано од 9. до 21. августа, у Међународном једриличарском центру у Цингтау. Учествовало је 400 такмичара и такмичарки из 62 земаље.

## Резултати

### Мушке дисциплине
| Дисциплина              | Злато                                             | Сребро                                          | Бронза                                      |
| једрење на дасци детаљи | Том Ешли · Нови Зеланд                            | Жилијен Бонтемп · Француска                     | Шахар Зубари · Израел                       |
| класа ласер детаљи      | Пол Гудисон · Уједињено Краљевство                | Василиј Жбогар · Словенија                      | Дијего Ромеро · Италија                     |
| класа 470 детаљи        | Аустралија · Нејтан Вилмот · Малком Пејџ          | Уједињено Краљевство · Ник Роџерс · Џо Гленфилд | Француска · Никола Шарбоније · Оливије Босе |
| класа звезда детаљи     | Уједињено Краљевство · Лејн Перси · Ендру Симпсон | Бразил · Роберт Шајт · Бруно Прада              | Шведска · Фредрик Леф · Андерс Екстрем      |

### Женске дисциплине
| Дисциплина                 | Злато                                                      | Сребро                                                 | Бронза                                                             |
| једрење на дасци детаљи    | Јин Ђан · Кина                                             | Алесандра Сенсини · Италија                            | Бриони Шо · Уједињено Краљевство                                   |
| класа ласер радијал детаљи | Ана Таниклиф · Сједињене Америчке Државе                   | Гинтаре Волунгевичијуте · Литванија                    | Сју Лиђа · Кина                                                    |
| класа 470 детаљи           | Аустралија · Елиз Речичи · Теса Паркинсон                  | Холандија · Марселин де Конинг · Лобке Беркхаут        | Бразил · Фернанда Оливеира · Изабел Сван                           |
| класа инглинг детаљи       | Уједињено Краљевство · Сара Ејтон · Сара Веб · Пипа Вилсон | Холандија · Манди Мулдер · Анемике Бес · Мерел Витевен | Грчка · Софија Бекаторо · Софија Пападопуло · Виргинија Кравариоти |

### Мешовите дисциплине
| Дисциплина           | Злато                                   | Сребро                                                  | Бронза                                        |
| класа фин детаљи     | Бен Ејнзли · Уједињено Краљевство       | Зак Рајли · Сједињене Америчке Државе                   | Гијом Флоран · Француска                      |
| класа 49 детаљи      | Данска · Јонас Варер · Мартин Киркетерп | Шпанија · Икер Мартинез де Лизардуј · Хавијер Фернандез | Немачка · Јан-Петер Пеколт · Ханес Пеколт     |
| класа торнадо детаљи | Шпанија · Антон Паз · Фернандо Ечавари  | Аустралија · Дарен Бандок · Глен Ешби                   | Аргентина · Сантијаго Ланхе · Карлос Еспинола |

## Биланс медаља
| Ранг   | Држава                    | Злато | Сребро | Бронза | Укупно |
| 1      | Уједињено Краљевство      | 4     | 1      | 1      | 6      |
| 2      | Аустралија                | 2     | 1      | 0      | 3      |
| 3      | Шпанија                   | 1     | 1      | 0      | 2      |
| 3      | Сједињене Америчке Државе | 1     | 1      | 0      | 2      |
| 5      | Кина                      | 1     | 0      | 1      | 2      |
| 6      | Данска                    | 1     | 0      | 0      | 1      |
| 6      | Нови Зеланд               | 1     | 0      | 0      | 1      |
| 8      | Холандија                 | 0     | 2      | 0      | 2      |
| 9      | Француска                 | 0     | 1      | 2      | 3      |
| 10     | Бразил                    | 0     | 1      | 1      | 2      |
| 10     | Италија                   | 0     | 1      | 1      | 2      |
| 12     | Литванија                 | 0     | 1      | 0      | 1      |
| 12     | Словенија                 | 0     | 1      | 0      | 1      |
| 14     | Аргентина                 | 0     | 0      | 1      | 1      |
| 14     | Немачка                   | 0     | 0      | 1      | 1      |
| 14     | Грчка                     | 0     | 0      | 1      | 1      |
| 14     | Израел                    | 0     | 0      | 1      | 1      |
| 14     | Шведска                   | 0     | 0      | 1      | 1      |
| Укупно | Укупно                    | 11    | 11     | 11     | 33     |